# دونالد جيمس
دونالد جيمس (بالإنجليزية: Donald James)‏ هو كاتب سيناريو بريطاني، ولد في 22 أغسطس 1931 في World's End, Kensington and Chelsea ‏ في المملكة المتحدة، وتوفي في 28 أبريل 2008 في لندن في المملكة المتحدة.

## وصلات خارجية
- دونالد جيمس على موقع IMDb (الإنجليزية)
- دونالد جيمس على موقع أول موفي (الإنجليزية)